# Демидівка (Глобинська міська громада)
Деми́дівка —  село в Україні, у Глобинській міській громаді Кременчуцького району Полтавської області. Населення становить 11 осіб. До 2020 орган місцевого самоврядування — Куп'єватівська сільська рада. Окрім Демидівки, раді були підпорядковані с. Куп'євате, с. Лукашівка, с. Майданівка, с. Манилівське.

## Географія
Село Демидівка знаходиться на відстані до 1 км від сіл Куп'євате і Манилівське. Поряд з селом протікає пересихаючий струмок зі ставом.

## Історія
12 червня 2020 року, відповідно до розпорядження Кабінету Міністрів України № 721-р «Про визначення адміністративних центрів та затвердження територій територіальних громад Полтавської області», село увійшло до складу Глобинської міської громади.
19 липня 2020 року, в результаті адміністративно - територіальної реформи та ліквідації Глобинського району, село увійшло до складу новоутвореного Кременчуцького району.

## Населення
Населення станом на 1 січня 2011 року становить 11 осіб.
- 2001 — 30
- 2011 — 11 жителів

### Мова
Розподіл населення за рідною мовою за даними перепису 2001 року:
| Мова       | Кількість | Відсоток |
| ---------- | --------- | -------- |
| українська | 27        | 90%      |
| російська  | 3         | 10%      |
| Усього     | 30        | 100%     |